# Volta a Catalunya de 2021
La Volta a Catalunya de 2021 fou la 100a edició de la Volta a Catalunya. La cursa es disputà entre el 22 i el 28 de març de 2021 en set etapes. La cursa forma part de l'UCI World Tour 2021.
L'edició de centenari no es va poder disputar el 2020 en les dates previstes per culpa de la pandèmia de COVID-19 que afectà el país. Un cop vista la impossibilitat de traslladar-la de dates es va decidir suspendre l'edició i esperar al 2021 per tal de disputar l'edició número 100. El recorregut previst pel 2020 fou el mateix que finalment es disputà el 2021, amb petites modificacions fruit d'obres o incidències en la xarxa viària. En aquesta edició centenària els líders de les diferents classificacions lluiran uns mallots especialment dissenyats per a l'ocasió.
Amb motiu de l'edició 100 es rendí homenatge a sis dels ciclistes que han deixat una profunda empremta en la llarga història de la cursa. A banda dels premis habituals, en cada final d'etapa, a excepció de la contrarellotge de Banyoles, s'entregà un premi commemoratiu al ciclista que guanyi l'esprint especial situat en el quilòmetre 100 del recorregut i que portà el nom d'un d'aquests sis ciclistes: Sebastià Masdeu, Marià Cañardo, Miquel Poblet, Joaquín Galera, Miguel Indurain i Alejandro Valverde.
Adam Yates fou el vencedor, seguit per Richie Porte i Geraint Thomas, tots de l'equip Ineos Grenadiers, gran dominador la cursa. Aquesta fita no succeïa a la Volta des de l'edició de 1960, quan Miquel Poblet, José Pérez Francés i Emilio Cruz, tots de l'equip Ferrys, ocuparen el podi. Esteban Chaves (Team BikeExchange) guanyà la classificació per punts i de la muntanya, João Almeida (Deceuninck-Quick Step) guanyà la classificació dels joves, Thomas De Gendt (Lotto-Soudal) fou el més combatiu i l'Ineos Grenadiers guanyà la classificació per equips.

## Equips participants
L'organització va fer públic els sis equips convidats el 19 de gener de 2021, tots ells de categoria UCI ProTeam. L'Alpecin-Fenix tenia previst participar inicialment, però es van retirar abans de començar la cursa després que tres membres del personal donessin positiu a COVID-19.
| WorldTeams (19)- AG2R Citroën Team - Astana-Premier Tech - Bahrain Victorious - Bora-Hansgrohe - Cofidis - Deceuninck-Quick Step - EF Education-Nippo - Groupama-FDJ - Ineos Grenadiers - Intermarché-Wanty-Gobert Matériaux - Israel Start-Up Nation - Jumbo-Visma - Lotto Soudal - Movistar Team - Team BikeExchange - Team DSM - Qhubeka Assos - Trek-Segafredo - UAE Team Emirates ProTeams (5)- Equipo Kern Pharma - Arkéa-Samsic - Gazprom-RusVelo - Euskaltel-Euskadi - Rally Cycling |
| |

## Etapes
| Etapa    | Data       | Ciutats d'etapa                           | type                      | Distància (km) | Desnivell (m) | Vencedor de l'etapa  | Líder de la general |
| -------- | ---------- | ----------------------------------------- | ------------------------- | -------------- | ------------- | -------------------- | ------------------- |
| 1a etapa | 22 de març | Calella – Calella                         | etapa de mitja muntanya   | 178,4          | 2.813 m       | Andreas Kron         | Andreas Kron        |
| 2a etapa | 23 de març | Banyoles – Banyoles                       | contrarellotge individual | 18,5           | 198 m         | Rohan Dennis         | João Almeida        |
| 3a etapa | 24 de març | Canal Olímpic de Catalunya – Vallter 2000 | etapa de muntanya         | 203,1          | 3.753 m       | Adam Yates           | Adam Yates          |
| 4a etapa | 25 de març | Ripoll – Estació d'esquí Port Ainé        | etapa de muntanya         | 166,5          | 3.980 m       | Esteban Chaves Rubio | Adam Yates          |
| 5a etapa | 26 de març | Pobla de Segur, La – Manresa              | etapa de mitja muntanya   | 201,1          | 2.952 m       | Lennard Kämna        | Adam Yates          |
| 6a etapa | 27 de març | Tarragona – Mataró                        | etapa accidentada         | 193,8          | 2.656 m       | Peter Sagan          | Adam Yates          |
| 7a etapa | 28 de març | Barcelona – Barcelona                     | etapa de mitja muntanya   | 133            | 2.331 m       | Thomas De Gendt      | Adam Yates          |

### Etapa 1
Calella - Calella. 22 de març de 2021. 178,4 km
La Volta a Catalunya repeteix el punt de sortida de les passades nou edicions, Calella, amb una etapa de mitja muntanya i tres ports de muntanya puntuables per la zona del Montseny. Des de Calella el recorregut es dirigeix cap al nord seguint la costa fins a Tossa de Mar, on hi ha el primer esprint intermedi de l'etapa (km 25,1). En aquest punt la cursa deixa la costa per dirigir-se a Llagostera, però abans d'arribar-hi el recorregut pren direcció a Vidreres, on hi ha el segon esprint intermedi de l'etapa (km 49,5). L'etapa segueix cap a Sils, Santa Coloma de Farners i Anglès. A partir d'aquest punt la carretera s'endinsa a les Guilleries i comencen les primeres rampes ascendents camí de Sant Hilari Sacalm, on hi haurà l'esprint edició 100 (km 98,9). Poc després comença l'ascensió a l'alt de les Guilleries (km 103,6; 3,7 km al 4,5%), de segona categoria. El descens enllaça amb l'ascensió a l'alt de Santa Fe del Montseny (km 111,8; 12,3 km al 4%). El llarg descens condueix cap a Sant Celoni (km 150,2) i Vallgorguina, on comença l'alt de Collsacreu, de tercera categoria, (1,3 km al 5,5%), que es corona a 17 km per l'arribada. La baixada fins a Calella es fa per Sant Iscle de Vallalta i Sant Pol de Mar.
L'etapa va estar marcada per una llarga escapada integrada per quatre ciclistes, Gotzon Martín (Euskaltel-Euskadi), Natnael Berhane (Cofidis), Sylvain Moniquet (Lotto-Soudal) i Rein Täaramae (Intermarché-Wanty-Gobert Matériaux), que arribà a tenir poc més de quatre minuts sobre el gran grup. Amb l'arribada al tram de muntanya de l'etapa els escapats van anar perdent diferència respecte a un gran grup encapçalat pel Bora-Hansgrohe, primer, i el Movistar Team després. Aquest fort ritme també va provocar que el gran grup anés perdent moltes unitats. Poc després de coronar l'alt de Santa Fe del Montseny, l'escapada fou neutralitzada del tot. En el descens i quan el Movistar havia alentit el ritme va atacar Luis León Sánchez (Astana-Premier Tech), al qual s'uneixen Lennard Kämna (Bora-Hansgrohe), Andreas Kron (Lotto-Soudal) i Rémy Rochas (Cofidis). Els quatre escapats coronaren Collsacreu amb 33" sobre el gran grup i en el descens aconseguiren mantenir la diferència per jugar-se la victòria a l'esprint, en què el més ràpid fou el danès Andreas Kron.
| \| Classificació de l'etapa \| Classificació de l'etapa \| Classificació de l'etapa \| Classificació de l'etapa \| Classificació de l'etapa \| \| Corredor \| Corredor \| Equip \| Temps \| \| \| ------------------------ \| --------------------------- \| ------------------------ \| ------------------------ \| ------------------------ \| \| 1r \| Andreas Kron \| Lotto-Soudal \| 4h 20' 15" \| \| \| 2n \| Luis León Sánchez Gil \| Astana-Premier Tech \| + 0" \| \| \| 3r \| Rémy Rochas \| Cofidis \| + 0" \| \| \| 4t \| Lennard Kämna \| Bora-Hansgrohe \| + 0" \| \| \| 5è \| Dion Smith \| Team BikeExchange \| + 16" \| \| \| 6è \| Matej Mohorič \| Bahrain Victorious \| + 16" \| \| \| 7è \| Ide Schelling \| Bora-Hansgrohe \| + 16" \| \| \| 8è \| Alejandro Valverde Belmonte \| Movistar Team \| + 16" \| \| \| 9è \| Alexander Kamp \| Trek-Segafredo \| + 16" \| \| \| 10è \| Michael Valgren Andersen \| EF Education-Nippo \| + 16" \| \| |                             |                     |            |
| |                             |                     |            |
| Font: ProCyclingStats |                             |                     |            |
| Classificació de l'etapa |                             |                     |            |
| Corredor | Corredor                    | Equip               | Temps      |
| 1r | Andreas Kron                | Lotto-Soudal        | 4h 20' 15" |
| 2n | Luis León Sánchez Gil       | Astana-Premier Tech | + 0"       |
| 3r | Rémy Rochas                 | Cofidis             | + 0"       |
| 4t | Lennard Kämna               | Bora-Hansgrohe      | + 0"       |
| 5è | Dion Smith                  | Team BikeExchange   | + 16"      |
| 6è | Matej Mohorič               | Bahrain Victorious  | + 16"      |
| 7è | Ide Schelling               | Bora-Hansgrohe      | + 16"      |
| 8è | Alejandro Valverde Belmonte | Movistar Team       | + 16"      |
| 9è | Alexander Kamp              | Trek-Segafredo      | + 16"      |
| 10è | Michael Valgren Andersen    | EF Education-Nippo  | + 16"      |

| \| Classificació general \| Classificació general \| Classificació general \| Classificació general \| Classificació general \| \| Corredor \| Corredor \| Equip \| Temps \| \| \| --------------------- \| --------------------------- \| --------------------- \| --------------------- \| --------------------- \| \| 1r \| Andreas Kron \| Lotto-Soudal \| 4h 20' 05" \| \| \| 2n \| Luis León Sánchez Gil \| Astana-Premier Tech \| + 4" \| \| \| 3r \| Rémy Rochas \| Cofidis \| + 6" \| \| \| 4t \| Lennard Kämna \| Bora-Hansgrohe \| + 10" \| \| \| 5è \| Dion Smith \| Team BikeExchange \| + 26" \| \| \| 6è \| Matej Mohorič \| Bahrain Victorious \| + 26" \| \| \| 7è \| Ide Schelling \| Bora-Hansgrohe \| + 26" \| \| \| 8è \| Alejandro Valverde Belmonte \| Movistar Team \| + 26" \| \| \| 9è \| Alexander Kamp \| Trek-Segafredo \| + 26" \| \| \| 10è \| Michael Valgren Andersen \| EF Education-Nippo \| + 26" \| \| |                             |                     |            |
| |                             |                     |            |
| Font: ProCyclingStats |                             |                     |            |
| Classificació general |                             |                     |            |
| Corredor | Corredor                    | Equip               | Temps      |
| 1r | Andreas Kron                | Lotto-Soudal        | 4h 20' 05" |
| 2n | Luis León Sánchez Gil       | Astana-Premier Tech | + 4"       |
| 3r | Rémy Rochas                 | Cofidis             | + 6"       |
| 4t | Lennard Kämna               | Bora-Hansgrohe      | + 10"      |
| 5è | Dion Smith                  | Team BikeExchange   | + 26"      |
| 6è | Matej Mohorič               | Bahrain Victorious  | + 26"      |
| 7è | Ide Schelling               | Bora-Hansgrohe      | + 26"      |
| 8è | Alejandro Valverde Belmonte | Movistar Team       | + 26"      |
| 9è | Alexander Kamp              | Trek-Segafredo      | + 26"      |
| 10è | Michael Valgren Andersen    | EF Education-Nippo  | + 26"      |

### Etapa 2
Banyoles - Banyoles. 23 de març de 2021. 18,5 km (Contrarellotge individual)
La Volta a Catalunya recupera la contrarellotge individual, una especialitat que no es disputava a la Volta des de l'edició del 2007. Seran 18,5 quilòmetres pels voltants de Banyoles, en un recorregut sense grans desnivells, però en algun indret força tècnic.
L'australià Rohan Dennis (Ineos Grenadiers), guanyà l'etapa amb un temps de 22' 27", cinc segons més ràpid que el francès Rémi Cavagna (Deceuninck-Quick Step). El portuguès João Almeida (Deceuninck-Quick Step) finalitzà en tercera posició, empatat a temps amb l'estatunidenc Brandon McNulty (UAE Team Emirates). Entre els favorits no hi hagué grans diferències. Richie Porte i Adam Yates foren els millor classificats, mentre Richard Carapaz Montenegro fou un dels més perjudicats. Almeida és el nou líder, amb el mateix temps que McNulty.
| \| Classificació de l'etapa \| Classificació de l'etapa \| Classificació de l'etapa \| Classificació de l'etapa \| Classificació de l'etapa \| \| Corredor \| Corredor \| Equip \| Temps \| \| \| ------------------------ \| ------------------------ \| ------------------------ \| ------------------------ \| ------------------------ \| \| 1r \| Rohan Dennis \| Ineos Grenadiers \| 22' 27" \| \| \| 2n \| Rémi Cavagna \| Deceuninck-Quick Step \| + 5" \| \| \| 3r \| João Almeida \| Deceuninck-Quick Step \| + 28" \| \| \| 4t \| Brandon McNulty \| UAE Team Emirates \| + 28" \| \| \| 5è \| Steven Kruijswijk \| Jumbo-Visma \| + 33" \| \| \| 6è \| Richie Porte \| Ineos Grenadiers \| + 34" \| \| \| 7è \| Adam Yates \| Ineos Grenadiers \| + 35" \| \| \| 8è \| Josef Černý \| Deceuninck-Quick Step \| + 38" \| \| \| 9è \| Stefan de Bod \| Astana-Premier Tech \| + 38" \| \| \| 10è \| Geraint Thomas \| Ineos Grenadiers \| + 47" \| \| |                   |                       |         |
| |                   |                       |         |
| Font: ProCyclingStats |                   |                       |         |
| Classificació de l'etapa |                   |                       |         |
| Corredor | Corredor          | Equip                 | Temps   |
| 1r | Rohan Dennis      | Ineos Grenadiers      | 22' 27" |
| 2n | Rémi Cavagna      | Deceuninck-Quick Step | + 5"    |
| 3r | João Almeida      | Deceuninck-Quick Step | + 28"   |
| 4t | Brandon McNulty   | UAE Team Emirates     | + 28"   |
| 5è | Steven Kruijswijk | Jumbo-Visma           | + 33"   |
| 6è | Richie Porte      | Ineos Grenadiers      | + 34"   |
| 7è | Adam Yates        | Ineos Grenadiers      | + 35"   |
| 8è | Josef Černý       | Deceuninck-Quick Step | + 38"   |
| 9è | Stefan de Bod     | Astana-Premier Tech   | + 38"   |
| 10è | Geraint Thomas    | Ineos Grenadiers      | + 47"   |

| \| Classificació general \| Classificació general \| Classificació general \| Classificació general \| Classificació general \| \| Corredor \| Corredor \| Equip \| Temps \| \| \| --------------------- \| --------------------- \| --------------------- \| --------------------- \| --------------------- \| \| 1r \| João Almeida \| Deceuninck-Quick Step \| 4h 43' 26" \| \| \| 2n \| Brandon McNulty \| UAE Team Emirates \| + 0" \| \| \| 3r \| Luis León Sánchez Gil \| Astana-Premier Tech \| + 3" \| \| \| 4t \| Steven Kruijswijk \| Jumbo-Visma \| + 5" \| \| \| 5è \| Richie Porte \| Ineos Grenadiers \| + 6" \| \| \| 6è \| Adam Yates \| Ineos Grenadiers \| + 7" \| \| \| 7è \| Stefan de Bod \| Astana-Premier Tech \| + 10" \| \| \| 8è \| Geraint Thomas \| Ineos Grenadiers \| + 19" \| \| \| 9è \| Fausto Masnada \| Deceuninck-Quick Step \| + 20" \| \| \| 10è \| Lennard Kämna \| Bora-Hansgrohe \| + 21" \| \| |                       |                       |            |
| |                       |                       |            |
| Font: ProCyclingStats |                       |                       |            |
| Classificació general |                       |                       |            |
| Corredor | Corredor              | Equip                 | Temps      |
| 1r | João Almeida          | Deceuninck-Quick Step | 4h 43' 26" |
| 2n | Brandon McNulty       | UAE Team Emirates     | + 0"       |
| 3r | Luis León Sánchez Gil | Astana-Premier Tech   | + 3"       |
| 4t | Steven Kruijswijk     | Jumbo-Visma           | + 5"       |
| 5è | Richie Porte          | Ineos Grenadiers      | + 6"       |
| 6è | Adam Yates            | Ineos Grenadiers      | + 7"       |
| 7è | Stefan de Bod         | Astana-Premier Tech   | + 10"      |
| 8è | Geraint Thomas        | Ineos Grenadiers      | + 19"      |
| 9è | Fausto Masnada        | Deceuninck-Quick Step | + 20"      |
| 10è | Lennard Kämna         | Bora-Hansgrohe        | + 21"      |

### Etapa 3
Canal Olímpic de Catalunya - Vallter 2000. 24 de març de 2021. 203,1 km
Etapa més llarga de l'aquesta edició de la Volta a Catalunya, amb un recorregut que s'inicia al Canal Olímpic de Catalunya, a nivell de mar, i finalitza a l'estació d'esquí de Vallter 2000. Des de Viladecans l'etapa es dirigeix a Sant Vicenç dels Horts, Sant Andreu de la Barca i Monistrol de Montserrat, Castellbell i el Vilar, Marganell i Manresa. A Sant Fruitós de Bages (km 81,3) hi ha el primer esprint intermedi del dia. L'esprint km 100 es troba a Sant Feliu Sasserra i el segon esprint intermedi a Perafita (km 128,9). Poc després de Sant Quirze de Besora s'incorporen a la C-17, que abandonen en arribar a Ripoll per dirigir-se cap a Camprodon i Setcases, on s'inicia l'ascensió final a Vallter 2000, de categoria especial i 11,4 km al 7,6% de desnivell.
L'escapada del dia va estar formada per nou corredors, entre ells el català Kiko Galvan (Equipo Kern Pharma) que arribà a liderar la general provisionalment durant molts quilòmetres. La tasca del Deceuninck-Quick Step i l'Ineos Grenadiers va servir per reduir les diferències i que finalment fossin agafats en les dures rampes d'ascensió a Vallter 2000. Només començar l'ascensió el català Marc Soler es va despenjar del gran grup. Poc després Alejandro Valverde era el primer dels favorits en atacar. Richard Carapaz, Nairo Quintana i Kenny Elissonde també van atacar, però sense obrir grans diferències. A 4,5 quilòmetres de meta neutralitzaren Thymen Arensman, el darrer dels integrants de l'escapada del dia. L'atac bo fou el protagonitzat per Adam Yates i Sepp Kuss. Primer Valverde els va seguir, però a dos quilòmetres de meta el van deixar enrere. Finalment Yates guanyà amb 13" sobre Esteban Chaves i 19 sobre Valverde. En la classificació general Yates passà a ser el nou líder, amb 45" sobre el seu company Richie Porte.
| \| Classificació de l'etapa \| Classificació de l'etapa \| Classificació de l'etapa \| Classificació de l'etapa \| Classificació de l'etapa \| \| Corredor \| Corredor \| Equip \| Temps \| \| \| ------------------------ \| --------------------------- \| ------------------------ \| ------------------------ \| ------------------------ \| \| 1r \| Adam Yates \| Ineos Grenadiers \| 5h 00' 58" \| \| \| 2n \| Esteban Chaves Rubio \| Team BikeExchange \| + 13" \| \| \| 3r \| Alejandro Valverde Belmonte \| Movistar Team \| + 19" \| \| \| 4t \| Geraint Thomas \| Ineos Grenadiers \| + 31" \| \| \| 5è \| Harm Vanhoucke \| Lotto-Soudal \| + 31" \| \| \| 6è \| Sepp Kuss \| Jumbo-Visma \| + 31" \| \| \| 7è \| Hugh Carthy \| EF Education-Nippo \| + 31" \| \| \| 8è \| Michael Woods \| Israel Start-Up Nation \| + 36" \| \| \| 9è \| Richie Porte \| Ineos Grenadiers \| + 36" \| \| \| 10è \| Giulio Ciccone \| Trek-Segafredo \| + 36" \| \| |                             |                        |            |
| |                             |                        |            |
| Font: ProCyclingStats |                             |                        |            |
| Classificació de l'etapa |                             |                        |            |
| Corredor | Corredor                    | Equip                  | Temps      |
| 1r | Adam Yates                  | Ineos Grenadiers       | 5h 00' 58" |
| 2n | Esteban Chaves Rubio        | Team BikeExchange      | + 13"      |
| 3r | Alejandro Valverde Belmonte | Movistar Team          | + 19"      |
| 4t | Geraint Thomas              | Ineos Grenadiers       | + 31"      |
| 5è | Harm Vanhoucke              | Lotto-Soudal           | + 31"      |
| 6è | Sepp Kuss                   | Jumbo-Visma            | + 31"      |
| 7è | Hugh Carthy                 | EF Education-Nippo     | + 31"      |
| 8è | Michael Woods               | Israel Start-Up Nation | + 36"      |
| 9è | Richie Porte                | Ineos Grenadiers       | + 36"      |
| 10è | Giulio Ciccone              | Trek-Segafredo         | + 36"      |

| \| Classificació general \| Classificació general \| Classificació general \| Classificació general \| Classificació general \| \| Corredor \| Corredor \| Equip \| Temps \| \| \| --------------------- \| --------------------------- \| --------------------- \| --------------------- \| --------------------- \| \| 1r \| Adam Yates \| Ineos Grenadiers \| 9h 44' 21" \| \| \| 2n \| Richie Porte \| Ineos Grenadiers \| + 45" \| \| \| 3r \| João Almeida \| Deceuninck-Quick Step \| + 49" \| \| \| 4t \| Geraint Thomas \| Ineos Grenadiers \| + 53" \| \| \| 5è \| Wilco Kelderman \| Bora-Hansgrohe \| + 1' 03" \| \| \| 6è \| Alejandro Valverde Belmonte \| Movistar Team \| + 1' 04" \| \| \| 7è \| Hugh Carthy \| EF Education-Nippo \| + 1' 14" \| \| \| 8è \| Simon Yates \| Team BikeExchange \| + 1' 21" \| \| \| 9è \| Esteban Chaves Rubio \| Team BikeExchange \| + 1' 21" \| \| \| 10è \| Brandon McNulty \| UAE Team Emirates \| + 1' 24" \| \| |                             |                       |            |
| |                             |                       |            |
| Font: ProCyclingStats |                             |                       |            |
| Classificació general |                             |                       |            |
| Corredor | Corredor                    | Equip                 | Temps      |
| 1r | Adam Yates                  | Ineos Grenadiers      | 9h 44' 21" |
| 2n | Richie Porte                | Ineos Grenadiers      | + 45"      |
| 3r | João Almeida                | Deceuninck-Quick Step | + 49"      |
| 4t | Geraint Thomas              | Ineos Grenadiers      | + 53"      |
| 5è | Wilco Kelderman             | Bora-Hansgrohe        | + 1' 03"   |
| 6è | Alejandro Valverde Belmonte | Movistar Team         | + 1' 04"   |
| 7è | Hugh Carthy                 | EF Education-Nippo    | + 1' 14"   |
| 8è | Simon Yates                 | Team BikeExchange     | + 1' 21"   |
| 9è | Esteban Chaves Rubio        | Team BikeExchange     | + 1' 21"   |
| 10è | Brandon McNulty             | UAE Team Emirates     | + 1' 24"   |

### Etapa 4
Ripoll - Estació d'esquí Port Ainé. 25 de març de 2021. 166,5 km
Etapa reina de l'edició 100 de la Volta a Catalunya, amb un recorregut exigent, amb un port de primera categoria i dos de categoria especial. Des de Ripoll l'etapa es dirigeix a Ribes de Freser, on hi ha el primer esprint intermedi del dia (km 11,3), tot seguint la N-260. A Planoles abandonen aquesta carretera per seguir per la vall del Rigard fins a Toses, on s'inicia la curta però dura ascensió a l'Alt de Toses (km 30,7), de primera categoria (3,7 km al 9,5%). El descens es fa per La Molina, cap a Alp, Bellver de Cerdanya i la Seu d'Urgell, on hi ha el segon esprint del dia (km 91,2). Un cop passat Adrall s'inicia l'ascensió al llarg Port del Cantó (24,3 km al 4,5%), de categoria especial que es corona al quilòmetre 122,9. Durant l'ascensió es passa per l'esprint del km 100. Un cop a Sort es gira a la dreta per anar a Rialb i poc després comença l'ascensió final a l'Estació d'esquí Port Ainé (18,7 al 6,7%), també de categoria especial.

L'etapa començà amb una escapada formada per 12 ciclistes, entre ells el català Antonio Pedrero i Lennard Kämna, que en l'ascensió al Port del Cantó ha atacat i ha marxat en solitari, però ha estat neutralitzat a falta de 14,5 km per a la línia de meta. A 7,5 km de l'arribada Esteban Chaves ha atacat per guanyar en solitari amb 7" sobre un grup amb tots els favorits.
| \| Classificació de l'etapa \| Classificació de l'etapa \| Classificació de l'etapa \| Classificació de l'etapa \| Classificació de l'etapa \| \| Corredor \| Corredor \| Equip \| Temps \| \| \| ------------------------ \| --------------------------- \| ------------------------ \| ------------------------ \| ------------------------ \| \| 1r \| Esteban Chaves Rubio \| Team BikeExchange \| 4h 29' 47" \| \| \| 2n \| Michael Woods \| Israel Start-Up Nation \| + 7" \| \| \| 3r \| Geraint Thomas \| Ineos Grenadiers \| + 7" \| \| \| 4t \| Adam Yates \| Ineos Grenadiers \| + 7" \| \| \| 5è \| Sepp Kuss \| Jumbo-Visma \| + 7" \| \| \| 6è \| Alejandro Valverde Belmonte \| Movistar Team \| + 7" \| \| \| 7è \| Richie Porte \| Ineos Grenadiers \| + 7" \| \| \| 8è \| Wilco Kelderman \| Bora-Hansgrohe \| + 7" \| \| \| 9è \| Nairo Quintana Rojas \| Arkéa-Samsic \| + 7" \| \| \| 10è \| Lucas Hamilton \| Team BikeExchange \| + 7" \| \| |                             |                        |            |
| |                             |                        |            |
| Font: ProCyclingStats |                             |                        |            |
| Classificació de l'etapa |                             |                        |            |
| Corredor | Corredor                    | Equip                  | Temps      |
| 1r | Esteban Chaves Rubio        | Team BikeExchange      | 4h 29' 47" |
| 2n | Michael Woods               | Israel Start-Up Nation | + 7"       |
| 3r | Geraint Thomas              | Ineos Grenadiers       | + 7"       |
| 4t | Adam Yates                  | Ineos Grenadiers       | + 7"       |
| 5è | Sepp Kuss                   | Jumbo-Visma            | + 7"       |
| 6è | Alejandro Valverde Belmonte | Movistar Team          | + 7"       |
| 7è | Richie Porte                | Ineos Grenadiers       | + 7"       |
| 8è | Wilco Kelderman             | Bora-Hansgrohe         | + 7"       |
| 9è | Nairo Quintana Rojas        | Arkéa-Samsic           | + 7"       |
| 10è | Lucas Hamilton              | Team BikeExchange      | + 7"       |

| \| Classificació general \| Classificació general \| Classificació general \| Classificació general \| Classificació general \| \| Corredor \| Corredor \| Equip \| Temps \| \| \| --------------------- \| --------------------------- \| --------------------- \| --------------------- \| --------------------- \| \| 1r \| Adam Yates \| Ineos Grenadiers \| 14h 14' 15" \| \| \| 2n \| Richie Porte \| Ineos Grenadiers \| + 45" \| \| \| 3r \| Geraint Thomas \| Ineos Grenadiers \| + 49" \| \| \| 4t \| Alejandro Valverde Belmonte \| Movistar Team \| + 1' 03" \| \| \| 5è \| Wilco Kelderman \| Bora-Hansgrohe \| + 1' 03" \| \| \| 6è \| Esteban Chaves Rubio \| Team BikeExchange \| + 1' 04" \| \| \| 7è \| João Almeida \| Deceuninck-Quick Step \| + 1' 07" \| \| \| 8è \| Hugh Carthy \| EF Education-Nippo \| + 1' 20" \| \| \| 9è \| Sepp Kuss \| Jumbo-Visma \| + 1' 29" \| \| \| 10è \| Simon Yates \| Team BikeExchange \| + 1' 32" \| \| |                             |                       |             |
| |                             |                       |             |
| Font: ProCyclingStats |                             |                       |             |
| Classificació general |                             |                       |             |
| Corredor | Corredor                    | Equip                 | Temps       |
| 1r | Adam Yates                  | Ineos Grenadiers      | 14h 14' 15" |
| 2n | Richie Porte                | Ineos Grenadiers      | + 45"       |
| 3r | Geraint Thomas              | Ineos Grenadiers      | + 49"       |
| 4t | Alejandro Valverde Belmonte | Movistar Team         | + 1' 03"    |
| 5è | Wilco Kelderman             | Bora-Hansgrohe        | + 1' 03"    |
| 6è | Esteban Chaves Rubio        | Team BikeExchange     | + 1' 04"    |
| 7è | João Almeida                | Deceuninck-Quick Step | + 1' 07"    |
| 8è | Hugh Carthy                 | EF Education-Nippo    | + 1' 20"    |
| 9è | Sepp Kuss                   | Jumbo-Visma           | + 1' 29"    |
| 10è | Simon Yates                 | Team BikeExchange     | + 1' 32"    |

### Etapa 5
La Pobla de Segur - Manresa. 26 de març de 2021. 201,1 km
Etapa trencacames per la Catalunya Central. Des de la Pobla de Segur la cursa es dirigirà a Tremp i Isona per ascendir el coll de Comiols (7,6 km al 5%), de 3a categoria, que es corona al quilòmetre 36,9. El descens durà els ciclistes cap a Ponts, Biosca i Torà, on hi haurà l'esprint del km 100. Al pas per Calaf es disputarà el primer esprint intermedi del dia (km 105,3). el recorregut segueix cap a Sant Pere Sallavinera, Sant Joan de Vilatorrada i Manresa, on hi ha el segon esprint intermedi del dia (km 140,4). L'etapa segueix cap a Monistrol de Montserrat, on comença l'ascensió a l'alt de Montserrat (km 175), de primera categoria (7,5 km al 6,5%) i a tan sols 25 quilòmetres de l'arribada a Manresa.

Una escapada de prop de 40 ciclistes fou la protagonista de l'etapa, mentre l'Ineos controlava la cursa pel darrere. El francès Rémi Cavagna començà l'ascensió a Montserrat en solitari, però Mikel Bizkarra i Sébastien Reichenbach el van neutralitzar just quan coronava. Per darrere, una quinzena dels escapats es mantenien a escasos segons del trio capdavanter. En el descens es van unir tots i es van produir nombrosos intents d'escapada. Finalment Lennard Kämna aconseguí arribar en solitari a Manresa. El grup del líder arribà a poc menys de dos minuts, sense que es produïssin canvis en la general.
| \| Classificació de l'etapa \| Classificació de l'etapa \| Classificació de l'etapa \| Classificació de l'etapa \| Classificació de l'etapa \| \| Corredor \| Corredor \| Equip \| Temps \| \| \| ------------------------ \| ------------------------ \| ------------------------ \| ------------------------ \| ------------------------ \| \| 1r \| Lennard Kämna \| Bora-Hansgrohe \| 4h 29' 13" \| \| \| 2n \| Ruben Guerreiro \| EF Education-Nippo \| + 39" \| \| \| 3r \| Mikel Bizkarra Etxegibel \| Euskaltel-Euskadi \| + 42" \| \| \| 4t \| Dion Smith \| Team BikeExchange \| + 44" \| \| \| 5è \| Daniel Martin \| Israel Start-Up Nation \| + 44" \| \| \| 6è \| Matej Mohorič \| Bahrain Victorious \| + 44" \| \| \| 7è \| James Knox \| Deceuninck-Quick Step \| + 44" \| \| \| 8è \| Attila Valter \| Groupama-FDJ \| + 44" \| \| \| 9è \| Rigoberto Urán \| EF Education-Nippo \| + 44" \| \| \| 10è \| Steven Kruijswijk \| Jumbo-Visma \| + 44" \| \| |                          |                        |            |
| |                          |                        |            |
| Font: ProCyclingStats |                          |                        |            |
| Classificació de l'etapa |                          |                        |            |
| Corredor | Corredor                 | Equip                  | Temps      |
| 1r | Lennard Kämna            | Bora-Hansgrohe         | 4h 29' 13" |
| 2n | Ruben Guerreiro          | EF Education-Nippo     | + 39"      |
| 3r | Mikel Bizkarra Etxegibel | Euskaltel-Euskadi      | + 42"      |
| 4t | Dion Smith               | Team BikeExchange      | + 44"      |
| 5è | Daniel Martin            | Israel Start-Up Nation | + 44"      |
| 6è | Matej Mohorič            | Bahrain Victorious     | + 44"      |
| 7è | James Knox               | Deceuninck-Quick Step  | + 44"      |
| 8è | Attila Valter            | Groupama-FDJ           | + 44"      |
| 9è | Rigoberto Urán           | EF Education-Nippo     | + 44"      |
| 10è | Steven Kruijswijk        | Jumbo-Visma            | + 44"      |

| \| Classificació general \| Classificació general \| Classificació general \| Classificació general \| Classificació general \| \| Corredor \| Corredor \| Equip \| Temps \| \| \| --------------------- \| --------------------------- \| --------------------- \| --------------------- \| --------------------- \| \| 1r \| Adam Yates \| Ineos Grenadiers \| 18h 45' 27" \| \| \| 2n \| Richie Porte \| Ineos Grenadiers \| + 45" \| \| \| 3r \| Geraint Thomas \| Ineos Grenadiers \| + 49" \| \| \| 4t \| Alejandro Valverde Belmonte \| Movistar Team \| + 1' 03" \| \| \| 5è \| Wilco Kelderman \| Bora-Hansgrohe \| + 1' 03" \| \| \| 6è \| Esteban Chaves Rubio \| Team BikeExchange \| + 1' 04" \| \| \| 7è \| João Almeida \| Deceuninck-Quick Step \| + 1' 07" \| \| \| 8è \| Hugh Carthy \| EF Education-Nippo \| + 1' 20" \| \| \| 9è \| Sepp Kuss \| Jumbo-Visma \| + 1' 29" \| \| \| 10è \| Simon Yates \| Team BikeExchange \| + 1' 32" \| \| |                             |                       |             |
| |                             |                       |             |
| Font: ProCyclingStats |                             |                       |             |
| Classificació general |                             |                       |             |
| Corredor | Corredor                    | Equip                 | Temps       |
| 1r | Adam Yates                  | Ineos Grenadiers      | 18h 45' 27" |
| 2n | Richie Porte                | Ineos Grenadiers      | + 45"       |
| 3r | Geraint Thomas              | Ineos Grenadiers      | + 49"       |
| 4t | Alejandro Valverde Belmonte | Movistar Team         | + 1' 03"    |
| 5è | Wilco Kelderman             | Bora-Hansgrohe        | + 1' 03"    |
| 6è | Esteban Chaves Rubio        | Team BikeExchange     | + 1' 04"    |
| 7è | João Almeida                | Deceuninck-Quick Step | + 1' 07"    |
| 8è | Hugh Carthy                 | EF Education-Nippo    | + 1' 20"    |
| 9è | Sepp Kuss                   | Jumbo-Visma           | + 1' 29"    |
| 10è | Simon Yates                 | Team BikeExchange     | + 1' 32"    |

### Etapa 6
Tarragona - Mataró. 27 de març de 2021. 193,8 km
Etapa trencacames entre Tarragona i Mataró, tot passant pel Penedès i el Vallès abans d'arribar a la costa. Des de Tarragona es pren direcció a la Riera de Gaià, la Bisbal del Penedès i Sant Jaume dels Domenys (km 43,6), on es disputarà el primer esprint intermedi del dia. Se segueix cap a Vilafranca del Penedès, Gelida i Martorell. Poc després comença l'ascensió a l'alt d'Ullastrell (3a categoria, 10,4 km al 2,8%) que es corona al km109,5. Durant l'ascensió es passa per l'esprint del km 100. El descens els durà cap a Terrassa, Castellar del Vallès, Sentmenat i el Circuit de Catalunya, on es disputarà el segon esprint del dia. L'etapa seguirà cap a Cardedeu i Dosrius, previ pas per l'alt del Collet (2,9 km al 3%) i Argentona, abans d'arribar a Mataró.

Cinc corredors van formar l'escapada del dia, però foren neutralitzats a manca de 22 quilòmetres. En la darrera ascensió del dia diversos ciclistes van intentar l'escapada, però finalment s'arribà a l'esprint a Mataró, on Peter Sagan s'imposà amb claredat.
| \| Classificació de l'etapa \| Classificació de l'etapa \| Classificació de l'etapa \| Classificació de l'etapa \| Classificació de l'etapa \| \| Corredor \| Corredor \| Equip \| Temps \| \| \| ------------------------ \| --------------------------- \| ------------------------ \| ------------------------ \| ------------------------ \| \| 1r \| Peter Sagan \| Bora-Hansgrohe \| 4h 23' 18" \| \| \| 2n \| Daryl Impey \| Israel Start-Up Nation \| + 0" \| \| \| 3r \| Sebastián Molano Benavides \| UAE Team Emirates \| + 0" \| \| \| 4t \| Reinardt Janse van Rensburg \| Qhubeka Assos \| + 0" \| \| \| 5è \| Alexander Kamp \| Trek-Segafredo \| + 0" \| \| \| 6è \| Clément Venturini \| AG2R Citroën Team \| + 0" \| \| \| 7è \| Max Kanter \| Team DSM \| + 0" \| \| \| 8è \| João Almeida \| Deceuninck-Quick Step \| + 0" \| \| \| 9è \| Michael Valgren Andersen \| EF Education-Nippo \| + 0" \| \| \| 10è \| Maxim Van Gils \| Lotto-Soudal \| + 0" \| \| |                             |                        |            |
| |                             |                        |            |
| Font: ProCyclingStats |                             |                        |            |
| Classificació de l'etapa |                             |                        |            |
| Corredor | Corredor                    | Equip                  | Temps      |
| 1r | Peter Sagan                 | Bora-Hansgrohe         | 4h 23' 18" |
| 2n | Daryl Impey                 | Israel Start-Up Nation | + 0"       |
| 3r | Sebastián Molano Benavides  | UAE Team Emirates      | + 0"       |
| 4t | Reinardt Janse van Rensburg | Qhubeka Assos          | + 0"       |
| 5è | Alexander Kamp              | Trek-Segafredo         | + 0"       |
| 6è | Clément Venturini           | AG2R Citroën Team      | + 0"       |
| 7è | Max Kanter                  | Team DSM               | + 0"       |
| 8è | João Almeida                | Deceuninck-Quick Step  | + 0"       |
| 9è | Michael Valgren Andersen    | EF Education-Nippo     | + 0"       |
| 10è | Maxim Van Gils              | Lotto-Soudal           | + 0"       |

| \| Classificació general \| Classificació general \| Classificació general \| Classificació general \| Classificació general \| \| Corredor \| Corredor \| Equip \| Temps \| \| \| --------------------- \| --------------------------- \| --------------------- \| --------------------- \| --------------------- \| \| 1r \| Adam Yates \| Ineos Grenadiers \| 23h 08' 45" \| \| \| 2n \| Richie Porte \| Ineos Grenadiers \| + 45" \| \| \| 3r \| Geraint Thomas \| Ineos Grenadiers \| + 49" \| \| \| 4t \| Alejandro Valverde Belmonte \| Movistar Team \| + 1' 03" \| \| \| 5è \| Wilco Kelderman \| Bora-Hansgrohe \| + 1' 03" \| \| \| 6è \| Esteban Chaves Rubio \| Team BikeExchange \| + 1' 04" \| \| \| 7è \| João Almeida \| Deceuninck-Quick Step \| + 1' 07" \| \| \| 8è \| Hugh Carthy \| EF Education-Nippo \| + 1' 20" \| \| \| 9è \| Sepp Kuss \| Jumbo-Visma \| + 1' 29" \| \| \| 10è \| Simon Yates \| Team BikeExchange \| + 1' 32" \| \| |                             |                       |             |
| |                             |                       |             |
| Font: ProCyclingStats |                             |                       |             |
| Classificació general |                             |                       |             |
| Corredor | Corredor                    | Equip                 | Temps       |
| 1r | Adam Yates                  | Ineos Grenadiers      | 23h 08' 45" |
| 2n | Richie Porte                | Ineos Grenadiers      | + 45"       |
| 3r | Geraint Thomas              | Ineos Grenadiers      | + 49"       |
| 4t | Alejandro Valverde Belmonte | Movistar Team         | + 1' 03"    |
| 5è | Wilco Kelderman             | Bora-Hansgrohe        | + 1' 03"    |
| 6è | Esteban Chaves Rubio        | Team BikeExchange     | + 1' 04"    |
| 7è | João Almeida                | Deceuninck-Quick Step | + 1' 07"    |
| 8è | Hugh Carthy                 | EF Education-Nippo    | + 1' 20"    |
| 9è | Sepp Kuss                   | Jumbo-Visma           | + 1' 29"    |
| 10è | Simon Yates                 | Team BikeExchange     | + 1' 32"    |

### Etapa 7
Barcelona - Barcelona. 28 de març de 2021. 133 km
Darrera etapa de la Volta pels voltants de Barcelona i final al circuit de Montjuic. Primer l'etapa es dirigeix cap a Molins de Rei, on es disputarà el primer esprint intermedi del dia (km 8,7), i el port de l'Ordal (km 25), de tercera categoria (5,7 km al 4,4%). El descens, per Begues, durà els ciclistes a Castelldefels (km 64,5), on hi ha el segon esprint del dia, i Barcelona. Un cop a Montjuic s'hauran de fer sis voltes al circuit, diferent al d'edicions anteriors, ja que en aquesta ocasió s'arriba fins al Castell de Montjuic (2,5 km al 4,6%), una aposta excepcional per a commemorar el centenari que no està prevista que es torni a repetir.

A 87 km del final, un grup format per 32 corredors ha aconseguit obrir forat amb el gran grup. D'entre els integrants en aquest grup destaquen Thomas De Gendt, Marc Soler, Daniel Martin, Rigoberto Urán, David de la Cruz o Luis León Sánchez. Thomas De Gendt atacà durant la primera pujada a Montjuïc i poc després se li uní Matej Mohoric. Tot i els intents per neutralitzar-los això no fou possible. En la darrera ascensió De Gendt atacà i aconseguí uns metres d'avantatge que li van servir per guanyar la seva cinquena etapa a la Volta a Catalunya. Entre els favorits per a la victòria final sols Alejandro Valverde atacà, a 22 km del final, però Yates i l'Ineos van controlar la cursa en tot moment. Finalment no es va produir cap canvi en la classificació general. Adam Yates guanyà la general i l'Ineos Grenadiers va ocupar les tres places de podi, una cosa que no succeïa des de l'edició de 1960, quan Miquel Poblet, José Pérez Francés i Emilio Cruz, tots de l'equip Ferrys, coparen el podi.
| \| Classificació de l'etapa \| Classificació de l'etapa \| Classificació de l'etapa \| Classificació de l'etapa \| Classificació de l'etapa \| \| Corredor \| Corredor \| Equip \| Temps \| \| \| ------------------------ \| --------------------------- \| ------------------------ \| ------------------------ \| ------------------------ \| \| 1r \| Thomas De Gendt \| Lotto-Soudal \| 3h 06' 10" \| \| \| 2n \| Matej Mohorič \| Bahrain Victorious \| + 22" \| \| \| 3r \| Attila Valter \| Groupama-FDJ \| + 1' 42" \| \| \| 4t \| Sébastien Reichenbach \| Groupama-FDJ \| + 1' 46" \| \| \| 5è \| Alejandro Valverde Belmonte \| Movistar Team \| + 1' 46" \| \| \| 6è \| Michael Woods \| Israel Start-Up Nation \| + 1' 46" \| \| \| 7è \| Marc Hirschi \| UAE Team Emirates \| + 1' 46" \| \| \| 8è \| João Almeida \| Deceuninck-Quick Step \| + 1' 46" \| \| \| 9è \| Adam Yates \| Ineos Grenadiers \| + 1' 46" \| \| \| 10è \| Clément Champoussin \| AG2R Citroën Team \| + 1' 46" \| \| |                             |                        |            |
| |                             |                        |            |
| Font: ProCyclingStats |                             |                        |            |
| Classificació de l'etapa |                             |                        |            |
| Corredor | Corredor                    | Equip                  | Temps      |
| 1r | Thomas De Gendt             | Lotto-Soudal           | 3h 06' 10" |
| 2n | Matej Mohorič               | Bahrain Victorious     | + 22"      |
| 3r | Attila Valter               | Groupama-FDJ           | + 1' 42"   |
| 4t | Sébastien Reichenbach       | Groupama-FDJ           | + 1' 46"   |
| 5è | Alejandro Valverde Belmonte | Movistar Team          | + 1' 46"   |
| 6è | Michael Woods               | Israel Start-Up Nation | + 1' 46"   |
| 7è | Marc Hirschi                | UAE Team Emirates      | + 1' 46"   |
| 8è | João Almeida                | Deceuninck-Quick Step  | + 1' 46"   |
| 9è | Adam Yates                  | Ineos Grenadiers       | + 1' 46"   |
| 10è | Clément Champoussin         | AG2R Citroën Team      | + 1' 46"   |

## Classificacions finals

### Classificació general
| \| Classificació general \| Classificació general \| Classificació general \| Classificació general \| Classificació general \| \| Corredor \| Corredor \| Equip \| Temps \| \| \| --------------------- \| --------------------------- \| --------------------- \| --------------------- \| --------------------- \| \| 1r \| Adam Yates \| Ineos Grenadiers \| 26h 16' 41" \| \| \| 2n \| Richie Porte \| Ineos Grenadiers \| + 45" \| \| \| 3r \| Geraint Thomas \| Ineos Grenadiers \| + 49" \| \| \| 4t \| Alejandro Valverde Belmonte \| Movistar Team \| + 1' 03" \| \| \| 5è \| Wilco Kelderman \| Bora-Hansgrohe \| + 1' 03" \| \| \| 6è \| Esteban Chaves Rubio \| Team BikeExchange \| + 1' 04" \| \| \| 7è \| João Almeida \| Deceuninck-Quick Step \| + 1' 05" \| \| \| 8è \| Hugh Carthy \| EF Education-Nippo \| + 1' 20" \| \| \| 9è \| Simon Yates \| Team BikeExchange \| + 1' 32" \| \| \| 10è \| Lucas Hamilton \| Team BikeExchange \| + 1' 35" \| \| |                             |                       |             |
| |                             |                       |             |
| Font: ProCyclingStats |                             |                       |             |
| Classificació general |                             |                       |             |
| Corredor | Corredor                    | Equip                 | Temps       |
| 1r | Adam Yates                  | Ineos Grenadiers      | 26h 16' 41" |
| 2n | Richie Porte                | Ineos Grenadiers      | + 45"       |
| 3r | Geraint Thomas              | Ineos Grenadiers      | + 49"       |
| 4t | Alejandro Valverde Belmonte | Movistar Team         | + 1' 03"    |
| 5è | Wilco Kelderman             | Bora-Hansgrohe        | + 1' 03"    |
| 6è | Esteban Chaves Rubio        | Team BikeExchange     | + 1' 04"    |
| 7è | João Almeida                | Deceuninck-Quick Step | + 1' 05"    |
| 8è | Hugh Carthy                 | EF Education-Nippo    | + 1' 20"    |
| 9è | Simon Yates                 | Team BikeExchange     | + 1' 32"    |
| 10è | Lucas Hamilton              | Team BikeExchange     | + 1' 35"    |

### Classificacions secundàries
| Classificació de la muntanya | Classificació de la muntanya | Classificació de la muntanya | Classificació de la muntanya | Classificació de la muntanya |
| Corredor                     | Corredor                     | Equip                        | Punts                        |                              |
| ---------------------------- | ---------------------------- | ---------------------------- | ---------------------------- | ---------------------------- |
| 1r                           | Esteban Chaves Rubio         | Team BikeExchange            | 50 pts                       |                              |
| 2n                           | Adam Yates                   | Ineos Grenadiers             | 40 pts                       |                              |
| 3r                           | Thomas De Gendt              | Lotto-Soudal                 | 38 pts                       |                              |
| 4t                           | Koen Bouwman                 | Jumbo-Visma                  | 35 pts                       |                              |
| 5è                           | Geraint Thomas               | Ineos Grenadiers             | 30 pts                       |                              |
| 6è                           | Alejandro Valverde Belmonte  | Movistar Team                | 28 pts                       |                              |
| 7è                           | Lennard Kämna                | Bora-Hansgrohe               | 27 pts                       |                              |
| 8è                           | Michael Woods                | Israel Start-Up Nation       | 26 pts                       |                              |
| 9è                           | Sepp Kuss                    | Jumbo-Visma                  | 23 pts                       |                              |
| 10è                          | Matej Mohorič                | Bahrain Victorious           | 21 pts                       |                              |

| Classificació de la muntanya | Classificació de la muntanya | Classificació de la muntanya | Classificació de la muntanya | Classificació de la muntanya |
| Corredor                     | Corredor                     | Equip                        | Punts                        |                              |
| ---------------------------- | ---------------------------- | ---------------------------- | ---------------------------- | ---------------------------- |
| 1r                           | Esteban Chaves Rubio         | Team BikeExchange            | 50 pts                       |                              |
| 2n                           | Adam Yates                   | Ineos Grenadiers             | 40 pts                       |                              |
| 3r                           | Thomas De Gendt              | Lotto-Soudal                 | 38 pts                       |                              |
| 4t                           | Koen Bouwman                 | Jumbo-Visma                  | 35 pts                       |                              |
| 5è                           | Geraint Thomas               | Ineos Grenadiers             | 30 pts                       |                              |
| 6è                           | Alejandro Valverde Belmonte  | Movistar Team                | 28 pts                       |                              |
| 7è                           | Lennard Kämna                | Bora-Hansgrohe               | 27 pts                       |                              |
| 8è                           | Michael Woods                | Israel Start-Up Nation       | 26 pts                       |                              |
| 9è                           | Sepp Kuss                    | Jumbo-Visma                  | 23 pts                       |                              |
| 10è                          | Matej Mohorič                | Bahrain Victorious           | 21 pts                       |                              |

| Classificació per punts | Classificació per punts | Classificació per punts | Classificació per punts | Classificació per punts |
| Corredor                | Corredor                | Equip                   | Punts                   |                         |
| ----------------------- | ----------------------- | ----------------------- | ----------------------- | ----------------------- |
| 1r                      | Esteban Chaves Rubio    | Team BikeExchange       | 16 pts                  |                         |
| 2n                      | Thomas De Gendt         | Lotto-Soudal            | 13 pts                  |                         |
| 3r                      | Peter Sagan             | Bora-Hansgrohe          | 13 pts                  |                         |
| 4t                      | Rohan Dennis            | Ineos Grenadiers        | 11 pts                  |                         |
| 5è                      | Adam Yates              | Ineos Grenadiers        | 10 pts                  |                         |
| 6è                      | Lennard Kämna           | Bora-Hansgrohe          | 10 pts                  |                         |
| 7è                      | Rémi Cavagna            | Deceuninck-Quick Step   | 9 pts                   |                         |
| 8è                      | Natnael Berhane         | Cofidis                 | 6 pts                   |                         |
| 9è                      | João Almeida            | Deceuninck-Quick Step   | 6 pts                   |                         |
| 10è                     | Michael Woods           | Israel Start-Up Nation  | 6 pts                   |                         |

| Classificació per punts | Classificació per punts | Classificació per punts | Classificació per punts | Classificació per punts |
| Corredor                | Corredor                | Equip                   | Punts                   |                         |
| ----------------------- | ----------------------- | ----------------------- | ----------------------- | ----------------------- |
| 1r                      | Esteban Chaves Rubio    | Team BikeExchange       | 16 pts                  |                         |
| 2n                      | Thomas De Gendt         | Lotto-Soudal            | 13 pts                  |                         |
| 3r                      | Peter Sagan             | Bora-Hansgrohe          | 13 pts                  |                         |
| 4t                      | Rohan Dennis            | Ineos Grenadiers        | 11 pts                  |                         |
| 5è                      | Adam Yates              | Ineos Grenadiers        | 10 pts                  |                         |
| 6è                      | Lennard Kämna           | Bora-Hansgrohe          | 10 pts                  |                         |
| 7è                      | Rémi Cavagna            | Deceuninck-Quick Step   | 9 pts                   |                         |
| 8è                      | Natnael Berhane         | Cofidis                 | 6 pts                   |                         |
| 9è                      | João Almeida            | Deceuninck-Quick Step   | 6 pts                   |                         |
| 10è                     | Michael Woods           | Israel Start-Up Nation  | 6 pts                   |                         |

| Classificació del millor jove | Classificació del millor jove | Classificació del millor jove | Classificació del millor jove | Classificació del millor jove |
| Corredor                      | Corredor                      | Equip                         | Temps                         |                               |
| ----------------------------- | ----------------------------- | ----------------------------- | ----------------------------- | ----------------------------- |
| 1r                            | João Almeida                  | Deceuninck-Quick Step         | 26h 17' 46"                   |                               |
| 2n                            | Lucas Hamilton                | Team BikeExchange             | + 30"                         |                               |
| 3r                            | Brandon McNulty               | UAE Team Emirates             | + 1' 14"                      |                               |
| 4t                            | Harm Vanhoucke                | Lotto-Soudal                  | + 4' 09"                      |                               |
| 5è                            | Santiago Buitrago Sánchez     | Bahrain Victorious            | + 4' 52"                      |                               |
| 6è                            | Lennard Kämna                 | Bora-Hansgrohe                | + 17' 40"                     |                               |
| 7è                            | Attila Valter                 | Groupama-FDJ                  | + 26' 41"                     |                               |
| 8è                            | Callum Scotson                | Team BikeExchange             | + 28' 08"                     |                               |
| 9è                            | Clément Champoussin           | AG2R Citroën Team             | + 31' 00"                     |                               |
| 10è                           | Marc Hirschi                  | UAE Team Emirates             | + 33' 34"                     |                               |

| Classificació del millor jove | Classificació del millor jove | Classificació del millor jove | Classificació del millor jove | Classificació del millor jove |
| Corredor                      | Corredor                      | Equip                         | Temps                         |                               |
| ----------------------------- | ----------------------------- | ----------------------------- | ----------------------------- | ----------------------------- |
| 1r                            | João Almeida                  | Deceuninck-Quick Step         | 26h 17' 46"                   |                               |
| 2n                            | Lucas Hamilton                | Team BikeExchange             | + 30"                         |                               |
| 3r                            | Brandon McNulty               | UAE Team Emirates             | + 1' 14"                      |                               |
| 4t                            | Harm Vanhoucke                | Lotto-Soudal                  | + 4' 09"                      |                               |
| 5è                            | Santiago Buitrago Sánchez     | Bahrain Victorious            | + 4' 52"                      |                               |
| 6è                            | Lennard Kämna                 | Bora-Hansgrohe                | + 17' 40"                     |                               |
| 7è                            | Attila Valter                 | Groupama-FDJ                  | + 26' 41"                     |                               |
| 8è                            | Callum Scotson                | Team BikeExchange             | + 28' 08"                     |                               |
| 9è                            | Clément Champoussin           | AG2R Citroën Team             | + 31' 00"                     |                               |
| 10è                           | Marc Hirschi                  | UAE Team Emirates             | + 33' 34"                     |                               |

| Classificació per equips | Classificació per equips | Classificació per equips | Classificació per equips |
| Equip                    | Equip                    | Temps                    |                          |
| ------------------------ | ------------------------ | ------------------------ | ------------------------ |
| 1r                       | Ineos Grenadiers         | 78h 51' 04"              |                          |
| 2n                       | Team BikeExchange        | + 36"                    |                          |
| 3r                       | Movistar Team            | + 14' 11"                |                          |
| 4t                       | Jumbo-Visma              | + 26' 10"                |                          |
| 5è                       | EF Education-Nippo       | + 26' 48"                |                          |
| 6è                       | Deceuninck-Quick Step    | + 27' 21"                |                          |
| 7è                       | UAE Team Emirates        | + 31' 42"                |                          |
| 8è                       | Bora-Hansgrohe           | + 35' 41"                |                          |
| 9è                       | Euskaltel-Euskadi        | + 41' 26"                |                          |
| 10è                      | Trek-Segafredo           | + 42' 47"                |                          |

| Classificació per equips | Classificació per equips | Classificació per equips | Classificació per equips |
| Equip                    | Equip                    | Temps                    |                          |
| ------------------------ | ------------------------ | ------------------------ | ------------------------ |
| 1r                       | Ineos Grenadiers         | 78h 51' 04"              |                          |
| 2n                       | Team BikeExchange        | + 36"                    |                          |
| 3r                       | Movistar Team            | + 14' 11"                |                          |
| 4t                       | Jumbo-Visma              | + 26' 10"                |                          |
| 5è                       | EF Education-Nippo       | + 26' 48"                |                          |
| 6è                       | Deceuninck-Quick Step    | + 27' 21"                |                          |
| 7è                       | UAE Team Emirates        | + 31' 42"                |                          |
| 8è                       | Bora-Hansgrohe           | + 35' 41"                |                          |
| 9è                       | Euskaltel-Euskadi        | + 41' 26"                |                          |
| 10è                      | Trek-Segafredo           | + 42' 47"                |                          |

## Evolució de les classificacions
| Etapa | Vencedor        | Classificació general | Classificació dels esprints | Classificació de la muntanya | Classificació dels joves | Classificació per equips | Premi de la Combativitat |
| ----- | --------------- | --------------------- | --------------------------- | ---------------------------- | ------------------------ | ------------------------ | ------------------------ |
| 1     | Andreas Kron    | Andreas Kron          | Andreas Kron                | Sylvain Moniquet             | Andreas Kron             | Astana-Premier Tech      | Sylvain Moniquet         |
| 2     | Rohan Dennis    | João Almeida          | Andreas Kron                | Sylvain Moniquet             | João Almeida             | Ineos Grenadiers         | No entregat              |
| 3     | Adam Yates      | Adam Yates            | Adam Yates                  | Adam Yates                   | João Almeida             | Ineos Grenadiers         | Kiko Galván              |
| 4     | Esteban Chaves  | Adam Yates            | Esteban Chaves              | Esteban Chaves               | João Almeida             | Ineos Grenadiers         | Lennard Kämna            |
| 5     | Lennard Kämna   | Adam Yates            | Esteban Chaves              | Esteban Chaves               | João Almeida             | Ineos Grenadiers         | Rémi Cavagna             |
| 6     | Peter Sagan     | Adam Yates            | Esteban Chaves              | Esteban Chaves               | João Almeida             | Ineos Grenadiers         | Matej Mohorič            |
| 7     | Thomas De Gendt | Adam Yates            | Esteban Chaves              | Esteban Chaves               | João Almeida             | Ineos Grenadiers         | Thomas De Gendt          |
| Final | Final           | Adam Yates            | Esteban Chaves              | Esteban Chaves               | João Almeida             | Ineos Grenadiers         | No entregat              |

## Llista de participants
| Movistar Team MOV                                                              | Movistar Team MOV                 | Movistar Team MOV |
| ------------------------------------------------------------------------------ | --------------------------------- | ----------------- |
| Núm                                                                            | Ciclista                          | Pos               |
| 1                                                                              | Alejandro Valverde Belmonte (ESP) | 4t                |
| 2                                                                              | Enric Mas Nicolau (ESP)           | 19è               |
| 3                                                                              | Dario Cataldo (ITA)               | 100è              |
| 4                                                                              | Carlos Verona Quintanilla (ESP)   | 41è               |
| 5                                                                              | Sergio Samitier (ESP)             | 87è               |
| 6                                                                              | Antonio Pedrero López (ESP)       | 68è               |
| 7                                                                              | Marc Soler i Giménez (ESP)        | 76è               |
| Director esportiu: José Luis Arrieta Lujambio, José Luis Jaimerena Laurnagaray |                                   |                   |

| Jumbo-Visma TJV                                    | Jumbo-Visma TJV             | Jumbo-Visma TJV |
| -------------------------------------------------- | --------------------------- | --------------- |
| Núm                                                | Ciclista                    | Pos             |
| 11                                                 | George Bennett (NZL) (ruta) | NP-4            |
| 12                                                 | Sepp Kuss (USA)             | 12è             |
| 13                                                 | Steven Kruijswijk (NED)     | 22è             |
| 14                                                 | Robert Gesink (NED)         | 43è             |
| 15                                                 | Koen Bouwman (NED)          | 74è             |
| 16                                                 | Antwan Tolhoek (NED)        | 37è             |
| 17                                                 | Chris Harper (AUS)          | 60è             |
| Director esportiu: Grischa Niermann, Merijn Zeeman |                             |                 |

| Deceuninck-Quick Step DQT                          | Deceuninck-Quick Step DQT  | Deceuninck-Quick Step DQT |
| -------------------------------------------------- | -------------------------- | ------------------------- |
| Núm                                                | Ciclista                   | Pos                       |
| 21                                                 | João Almeida (POR)         | 7è                        |
| 22                                                 | Fausto Masnada (ITA)       | 15è                       |
| 23                                                 | Josef Černý (CZE)          | 117è                      |
| 24                                                 | James Knox (GBR)           | 34è                       |
| 25                                                 | Dries Devenyns (BEL)       | 64è                       |
| 26                                                 | Pieter Serry (BEL)         | DNF-1                     |
| 27                                                 | Rémi Cavagna (FRA) (crono) | 89è                       |
| Director esportiu: Klaas Lodewyck, Geert Van Bondt |                            |                           |

| UAE Team Emirates UAD                                     | UAE Team Emirates UAD                   | UAE Team Emirates UAD |
| --------------------------------------------------------- | --------------------------------------- | --------------------- |
| Núm                                                       | Ciclista                                | Pos                   |
| 31                                                        | Rui Alberto Faria da Costa (POR) (ruta) | DNF-1                 |
| 32                                                        | Brandon McNulty (USA)                   | 13è                   |
| 33                                                        | Marc Hirschi (SUI)                      | 49è                   |
| 34                                                        | Sebastián Molano Benavides (COL)        | 127è                  |
| 35                                                        | Joe Dombrowski (USA)                    | 47è                   |
| 36                                                        | Andrés Camilo Ardila (COL)              | 67è                   |
| 37                                                        | David de la Cruz Melgarejo (ESP)        | 29è                   |
| Director esportiu: Simone Pedrazzini, Aurelio Corral Ruiz |                                         |                       |

| Ineos Grenadiers IGD                              | Ineos Grenadiers IGD               | Ineos Grenadiers IGD |
| ------------------------------------------------- | ---------------------------------- | -------------------- |
| Núm                                               | Ciclista                           | Pos                  |
| 41                                                | Richie Porte (AUS)                 | 2n                   |
| 42                                                | Richard Carapaz Montenegro (ECU)   | 21è                  |
| 43                                                | Adam Yates (GBR)                   | 1r                   |
| 44                                                | Geraint Thomas (GBR)               | 3r                   |
| 45                                                | Rohan Dennis (AUS)                 | 46è                  |
| 46                                                | Jonathan Castroviejo Nicolás (ESP) | 91è                  |
| 47                                                | Luke Rowe (GBR)                    | DNF-7                |
| Director esportiu: Brett Lancaster, Gabriel Rasch |                                    |                      |

| Team DSM DSM                                         | Team DSM DSM          | Team DSM DSM |
| ---------------------------------------------------- | --------------------- | ------------ |
| Núm                                                  | Ciclista              | Pos          |
| 51                                                   | Jai Hindley (AUS)     | NP-4         |
| 52                                                   | Michael Storer (AUS)  | 57è          |
| 53                                                   | Chad Haga (USA)       | 88è          |
| 54                                                   | Chris Hamilton (AUS)  | 42è          |
| 55                                                   | Max Kanter (GER)      | 128è         |
| 56                                                   | Nicolas Roche (IRL)   | NP-2         |
| 57                                                   | Thymen Arensman (NED) | 101è         |
| Director esportiu: Luke Roberts, Wilbert Broekhuizen |                       |              |

| Bora-Hansgrohe BOH                                | Bora-Hansgrohe BOH     | Bora-Hansgrohe BOH |
| ------------------------------------------------- | ---------------------- | ------------------ |
| Núm                                               | Ciclista               | Pos                |
| 61                                                | Peter Sagan (SVK)      | 126è               |
| 62                                                | Wilco Kelderman (NED)  | 5è                 |
| 63                                                | Lennard Kämna (GER)    | 31è                |
| 64                                                | Jordi Meeus (BEL)      | NP-7               |
| 65                                                | Ide Schelling (NED)    | 93è                |
| 66                                                | Ben Zwiehoff (GER)     | 35è                |
| 67                                                | Frederik Wandahl (DEN) | 131è               |
| Director esportiu: André Schulze, Christian Pömer |                        |                    |

| Astana-Premier Tech APT                               | Astana-Premier Tech APT            | Astana-Premier Tech APT |
| ----------------------------------------------------- | ---------------------------------- | ----------------------- |
| Núm                                                   | Ciclista                           | Pos                     |
| 71                                                    | Óscar Rodríguez Garaicoechea (ESP) | 24è                     |
| 72                                                    | Luis León Sánchez Gil (ESP) (ruta) | 27è                     |
| 73                                                    | Vadim Pronskiy (KAZ)               | 114è                    |
| 74                                                    | Jonas Gregaard Wilsly (DEN)        | 65è                     |
| 75                                                    | Harold Tejada (COL)                | 51è                     |
| 76                                                    | Stefan de Bod (RSA)                | 54è                     |
| 77                                                    | Merhawi Kudus (ERI)                | 62è                     |
| Director esportiu: Bruno Cenghialta, Serguei Iàkovlev |                                    |                         |

| Trek-Segafredo TFS                                      | Trek-Segafredo TFS       | Trek-Segafredo TFS |
| ------------------------------------------------------- | ------------------------ | ------------------ |
| Núm                                                     | Ciclista                 | Pos                |
| 81                                                      | Gianluca Brambilla (ITA) | 56è                |
| 82                                                      | Kenny Elissonde (FRA)    | DNF-4              |
| 83                                                      | Juan Pedro López (ESP)   | 58è                |
| 84                                                      | Giulio Ciccone (ITA)     | DNF-6              |
| 85                                                      | Michel Ries (LUX)        | 63è                |
| 86                                                      | Alexander Kamp (DEN)     | 95è                |
| 87                                                      | Mattias Skjelmose (DEN)  | 83è                |
| Director esportiu: Grégory Rast, Markel Irizar Aranburu |                          |                    |

| Groupama-FDJ GFC                                     | Groupama-FDJ GFC            | Groupama-FDJ GFC |
| ---------------------------------------------------- | --------------------------- | ---------------- |
| Núm                                                  | Ciclista                    | Pos              |
| 91                                                   | Attila Valter (HUN)         | 38è              |
| 92                                                   | Matteo Badilatti (SUI)      | 32è              |
| 93                                                   | Sébastien Reichenbach (SUI) | 26è              |
| 94                                                   | Antoine Duchesne (CAN)      | 119è             |
| 95                                                   | Mathieu Ladagnous (FRA)     | 109è             |
| 96                                                   | Simon Guglielmi (FRA)       | 125è             |
| 97                                                   | William Bonnet (FRA)        | DNF-7            |
| Director esportiu: Philippe Mauduit, Jussi Veikkanen |                             |                  |

| EF Education-Nippo EFN                                       | EF Education-Nippo EFN               | EF Education-Nippo EFN |
| ------------------------------------------------------------ | ------------------------------------ | ---------------------- |
| Núm                                                          | Ciclista                             | Pos                    |
| 101                                                          | Ruben Guerreiro (POR)                | 23è                    |
| 102                                                          | Rigoberto Urán (COL)                 | 52è                    |
| 103                                                          | Hugh Carthy (GBR)                    | 8è                     |
| 104                                                          | Jonathan Caicedo Cepeda (ECU) (ruta) | 48è                    |
| 105                                                          | Diego Camargo Pineda (COL)           | 113è                   |
| 106                                                          | Tejay van Garderen (USA)             | 70è                    |
| 107                                                          | Michael Valgren Andersen (DEN)       | 72è                    |
| Director esportiu: Charles Wegelius, Juan Manuel Gárate Cepa |                                      |                        |

| Team BikeExchange BEX                            | Team BikeExchange BEX      | Team BikeExchange BEX |
| ------------------------------------------------ | -------------------------- | --------------------- |
| Núm                                              | Ciclista                   | Pos                   |
| 111                                              | Simon Yates (GBR)          | 9è                    |
| 112                                              | Esteban Chaves Rubio (COL) | 6è                    |
| 113                                              | Tanel Kangert (EST)        | 33è                   |
| 114                                              | Lucas Hamilton (AUS)       | 10è                   |
| 115                                              | Dion Smith (NZL)           | 53è                   |
| 116                                              | Brent Bookwalter (USA)     | 92è                   |
| 117                                              | Callum Scotson (AUS)       | 39è                   |
| Director esportiu: Julian Dean, David McPartland |                            |                       |

| Bahrain Victorious TBV                                       | Bahrain Victorious TBV          | Bahrain Victorious TBV |
| ------------------------------------------------------------ | ------------------------------- | ---------------------- |
| Núm                                                          | Ciclista                        | Pos                    |
| 121                                                          | Wout Poels (NED)                | 79è                    |
| 122                                                          | Hermann Pernsteiner (AUT)       | 45è                    |
| 123                                                          | Santiago Buitrago Sánchez (COL) | 18è                    |
| 124                                                          | Matej Mohorič (SLO)             | 50è                    |
| 126                                                          | Domen Novak (SLO)               | NP-4                   |
| 127                                                          | Stephen Williams (GBR)          | 97è                    |
| Director esportiu: Xavier Florencio Cabré, Franco Pellizotti |                                 |                        |

| AG2R Citroën Team ACT                             | AG2R Citroën Team ACT     | AG2R Citroën Team ACT |
| ------------------------------------------------- | ------------------------- | --------------------- |
| Núm                                               | Ciclista                  | Pos                   |
| 131                                               | Clément Venturini (FRA)   | 85è                   |
| 132                                               | Clément Champoussin (FRA) | 44è                   |
| 133                                               | Bob Jungels (LUX)         | 59è                   |
| 134                                               | Jaakko Hänninen (FIN)     | 80è                   |
| 135                                               | Ben Gastauer (LUX)        | 75è                   |
| 136                                               | Tony Gallopin (FRA)       | DNF-3                 |
| 137                                               | François Bidard (FRA)     | 77è                   |
| Director esportiu: Stéphane Goubert, Cyril Dessel |                           |                       |

| Lotto-Soudal LTS                             | Lotto-Soudal LTS        | Lotto-Soudal LTS |
| -------------------------------------------- | ----------------------- | ---------------- |
| Núm                                          | Ciclista                | Pos              |
| 141                                          | Andreas Kron (DEN)      | DNF-4            |
| 142                                          | Thomas De Gendt (BEL)   | 66è              |
| 143                                          | Harm Vanhoucke (BEL)    | 16è              |
| 144                                          | Maxim Van Gils (BEL)    | 55è              |
| 145                                          | Steff Cras (BEL)        | NP-7             |
| 146                                          | Sylvain Moniquet (BEL)  | NP-7             |
| 147                                          | Tomasz Marczyński (POL) | 111è             |
| Director esportiu: Mario Aerts, Marc Wauters |                         |                  |

| Cofidis COF                                                         | Cofidis COF                   | Cofidis COF |
| ------------------------------------------------------------------- | ----------------------------- | ----------- |
| Núm                                                                 | Ciclista                      | Pos         |
| 151                                                                 | Rubén Fernández Andújar (ESP) | NP-6        |
| 152                                                                 | Nicolas Edet (FRA)            | 20è         |
| 153                                                                 | Rémy Rochas (FRA)             | 96è         |
| 154                                                                 | José Herrada López (ESP)      | NP-6        |
| 155                                                                 | Thomas Champion (FRA)         | 102è        |
| 156                                                                 | Fernando Barceló Aragón (ESP) | 99è         |
| 157                                                                 | Natnael Berhane (ERI) (ruta)  | 104è        |
| Director esportiu: Bingen Fernández Bustintza, Christian Guiberteau |                               |             |

| Intermarché-Wanty-Gobert Matériaux IWG             | Intermarché-Wanty-Gobert Matériaux IWG | Intermarché-Wanty-Gobert Matériaux IWG |
| -------------------------------------------------- | -------------------------------------- | -------------------------------------- |
| Núm                                                | Ciclista                               | Pos                                    |
| 161                                                | Louis Meintjes (RSA)                   | DNF-7                                  |
| 162                                                | Jan Bakelants (BEL)                    | NP-2                                   |
| 163                                                | Jan Hirt (CZE)                         | 82è                                    |
| 164                                                | Rein Taaramäe (EST)                    | 84è                                    |
| 165                                                | Simone Petilli (ITA)                   | 28è                                    |
| 166                                                | Alexander Evans (AUS)                  | DNF-4                                  |
| 167                                                | Jeremy Bellicaud (FRA)                 | DNF-7                                  |
| Director esportiu: Valerio Piva, Frédéric Amorison |                                        |                                        |

| Qhubeka Assos TQA                                  | Qhubeka Assos TQA                 | Qhubeka Assos TQA |
| -------------------------------------------------- | --------------------------------- | ----------------- |
| Núm                                                | Ciclista                          | Pos               |
| 171                                                | Robert Power (AUS)                | DNF-7             |
| 172                                                | Kilian Frankiny (SUI)             | 73è               |
| 173                                                | Sander Armée (BEL)                | 116è              |
| 174                                                | Reinardt Janse van Rensburg (RSA) | 112è              |
| 175                                                | Connor Brown (NZL)                | 121è              |
| 176                                                | Karel Vacek (CZE)                 | DNF-4             |
| 177                                                | Sean Bennett (USA)                | 90è               |
| Director esportiu: Aart Vierhouten, Àlex Sans Vega |                                   |                   |

| Israel Start-Up Nation ISN                        | Israel Start-Up Nation ISN  | Israel Start-Up Nation ISN |
| ------------------------------------------------- | --------------------------- | -------------------------- |
| Núm                                               | Ciclista                    | Pos                        |
| 181                                               | Christopher Froome (GBR)    | 81è                        |
| 182                                               | Daniel Martin (IRL)         | 25è                        |
| 183                                               | Michael Woods (CAN)         | 11è                        |
| 184                                               | Daryl Impey (RSA)           | 69è                        |
| 185                                               | Alexander Cataford (CAN)    | DNF-7                      |
| 186                                               | Omer Goldstein (ISR) (ruta) | 108è                       |
| 187                                               | Reto Hollenstein (SUI)      | 98è                        |
| Director esportiu: Rik Verbrugghe, Óscar Guerrero |                             |                            |

| Arkéa-Samsic ARK                               | Arkéa-Samsic ARK           | Arkéa-Samsic ARK |
| ---------------------------------------------- | -------------------------- | ---------------- |
| Núm                                            | Ciclista                   | Pos              |
| 201                                            | Nairo Quintana Rojas (COL) | 14è              |
| 202                                            | Anthony Delaplace (FRA)    | 40è              |
| 203                                            | Łukasz Owsian (POL)        | 94è              |
| 204                                            | Matis Louvel (FRA)         | 120è             |
| 205                                            | Laurent Pichon (FRA)       | 86è              |
| 206                                            | Élie Gesbert (FRA)         | 30è              |
| 207                                            | Alan Riou (FRA)            | 130è             |
| Director esportiu: Yvon Ledanois, Roger Tréhin |                            |                  |

| Gazprom-RusVelo GAZ                                 | Gazprom-RusVelo GAZ      | Gazprom-RusVelo GAZ |
| --------------------------------------------------- | ------------------------ | ------------------- |
| Núm                                                 | Ciclista                 | Pos                 |
| 211                                                 | Ilnur Zakarin (RUS)      | NP-4                |
| 212                                                 | Serguei Txernetski (RUS) | 106è                |
| 213                                                 | Pàvel Koixetkov (RUS)    | 107è                |
| 214                                                 | Roman Kreuziger (CZE)    | 78è                 |
| 215                                                 | Artiom Nitx (RUS)        | 105è                |
| 216                                                 | Dmitri Strakhov (RUS)    | 71è                 |
| 217                                                 | Denís Nekràssov (RUS)    | DNF-5               |
| Director esportiu: Dmitri Konyschew, Aleksei Màrkov |                          |                     |

| Rally Cycling RLY                                          | Rally Cycling RLY       | Rally Cycling RLY |
| ---------------------------------------------------------- | ----------------------- | ----------------- |
| Núm                                                        | Ciclista                | Pos               |
| 221                                                        | Joey Rosskopf (USA)     | 115è              |
| 222                                                        | Gavin Mannion (USA)     | 118è              |
| 223                                                        | Colin Joyce (USA)       | 124è              |
| 224                                                        | Benjamin King (USA)     | 123è              |
| 225                                                        | Nickolas Zukowsky (CAN) | DNF-7             |
| 226                                                        | Nathan Brown (USA)      | DNF-6             |
| 227                                                        | Rob Britton (CAN)       | 103è              |
| Director esportiu: Jonathan Patrick McCarty, Eric Wohlberg |                         |                   |

| Equipo Kern Pharma EKP                                              | Equipo Kern Pharma EKP               | Equipo Kern Pharma EKP |
| ------------------------------------------------------------------- | ------------------------------------ | ---------------------- |
| Núm                                                                 | Ciclista                             | Pos                    |
| 231                                                                 | Martí Márquez (ESP)                  | NP-5                   |
| 232                                                                 | Jaime Castrillo (ESP)                | NP-5                   |
| 233                                                                 | Francisco Galván Fernández (ESP)     | NP-5                   |
| 234                                                                 | Urko Berrade (ESP)                   | NP-5                   |
| 235                                                                 | Sava Novikov (RUS)                   | NP-5                   |
| 236                                                                 | Daniel Alejandro Méndez Noreña (COL) | NP-5                   |
| 237                                                                 | Roger Adrià Oliveras (ESP)           | NP-5                   |
| Director esportiu: Juan José Oroz Ugalde, Haritzer Medina Fernandez |                                      |                        |

| Euskaltel-Euskadi EUS                                | Euskaltel-Euskadi EUS            | Euskaltel-Euskadi EUS |
| ---------------------------------------------------- | -------------------------------- | --------------------- |
| Núm                                                  | Ciclista                         | Pos                   |
| 241                                                  | Luis Ángel Maté Mardones (ESP)   | 36è                   |
| 242                                                  | Antonio Jesús Soto (ESP)         | 122è                  |
| 243                                                  | Mikel Bizkarra Etxegibel (ESP)   | 17è                   |
| 244                                                  | Juan José Lobato del Valle (ESP) | 129è                  |
| 245                                                  | Joan Bou (ESP)                   | DNF-7                 |
| 246                                                  | Mikel Iturria Segurola (ESP)     | 110è                  |
| 247                                                  | Gotzon Martín (ESP)              | 61è                   |
| Director esportiu: Jorge Azanza Soto, Jesus Ezkurdia |                                  |                       |

| Movistar Team MOV                                                              | Movistar Team MOV                 | Movistar Team MOV |
| ------------------------------------------------------------------------------ | --------------------------------- | ----------------- |
| Núm                                                                            | Ciclista                          | Pos               |
| 1                                                                              | Alejandro Valverde Belmonte (ESP) | 4t                |
| 2                                                                              | Enric Mas Nicolau (ESP)           | 19è               |
| 3                                                                              | Dario Cataldo (ITA)               | 100è              |
| 4                                                                              | Carlos Verona Quintanilla (ESP)   | 41è               |
| 5                                                                              | Sergio Samitier (ESP)             | 87è               |
| 6                                                                              | Antonio Pedrero López (ESP)       | 68è               |
| 7                                                                              | Marc Soler i Giménez (ESP)        | 76è               |
| Director esportiu: José Luis Arrieta Lujambio, José Luis Jaimerena Laurnagaray |                                   |                   |

| Jumbo-Visma TJV                                    | Jumbo-Visma TJV             | Jumbo-Visma TJV |
| -------------------------------------------------- | --------------------------- | --------------- |
| Núm                                                | Ciclista                    | Pos             |
| 11                                                 | George Bennett (NZL) (ruta) | NP-4            |
| 12                                                 | Sepp Kuss (USA)             | 12è             |
| 13                                                 | Steven Kruijswijk (NED)     | 22è             |
| 14                                                 | Robert Gesink (NED)         | 43è             |
| 15                                                 | Koen Bouwman (NED)          | 74è             |
| 16                                                 | Antwan Tolhoek (NED)        | 37è             |
| 17                                                 | Chris Harper (AUS)          | 60è             |
| Director esportiu: Grischa Niermann, Merijn Zeeman |                             |                 |

| Deceuninck-Quick Step DQT                          | Deceuninck-Quick Step DQT  | Deceuninck-Quick Step DQT |
| -------------------------------------------------- | -------------------------- | ------------------------- |
| Núm                                                | Ciclista                   | Pos                       |
| 21                                                 | João Almeida (POR)         | 7è                        |
| 22                                                 | Fausto Masnada (ITA)       | 15è                       |
| 23                                                 | Josef Černý (CZE)          | 117è                      |
| 24                                                 | James Knox (GBR)           | 34è                       |
| 25                                                 | Dries Devenyns (BEL)       | 64è                       |
| 26                                                 | Pieter Serry (BEL)         | DNF-1                     |
| 27                                                 | Rémi Cavagna (FRA) (crono) | 89è                       |
| Director esportiu: Klaas Lodewyck, Geert Van Bondt |                            |                           |

| UAE Team Emirates UAD                                     | UAE Team Emirates UAD                   | UAE Team Emirates UAD |
| --------------------------------------------------------- | --------------------------------------- | --------------------- |
| Núm                                                       | Ciclista                                | Pos                   |
| 31                                                        | Rui Alberto Faria da Costa (POR) (ruta) | DNF-1                 |
| 32                                                        | Brandon McNulty (USA)                   | 13è                   |
| 33                                                        | Marc Hirschi (SUI)                      | 49è                   |
| 34                                                        | Sebastián Molano Benavides (COL)        | 127è                  |
| 35                                                        | Joe Dombrowski (USA)                    | 47è                   |
| 36                                                        | Andrés Camilo Ardila (COL)              | 67è                   |
| 37                                                        | David de la Cruz Melgarejo (ESP)        | 29è                   |
| Director esportiu: Simone Pedrazzini, Aurelio Corral Ruiz |                                         |                       |

| Ineos Grenadiers IGD                              | Ineos Grenadiers IGD               | Ineos Grenadiers IGD |
| ------------------------------------------------- | ---------------------------------- | -------------------- |
| Núm                                               | Ciclista                           | Pos                  |
| 41                                                | Richie Porte (AUS)                 | 2n                   |
| 42                                                | Richard Carapaz Montenegro (ECU)   | 21è                  |
| 43                                                | Adam Yates (GBR)                   | 1r                   |
| 44                                                | Geraint Thomas (GBR)               | 3r                   |
| 45                                                | Rohan Dennis (AUS)                 | 46è                  |
| 46                                                | Jonathan Castroviejo Nicolás (ESP) | 91è                  |
| 47                                                | Luke Rowe (GBR)                    | DNF-7                |
| Director esportiu: Brett Lancaster, Gabriel Rasch |                                    |                      |

| Team DSM DSM                                         | Team DSM DSM          | Team DSM DSM |
| ---------------------------------------------------- | --------------------- | ------------ |
| Núm                                                  | Ciclista              | Pos          |
| 51                                                   | Jai Hindley (AUS)     | NP-4         |
| 52                                                   | Michael Storer (AUS)  | 57è          |
| 53                                                   | Chad Haga (USA)       | 88è          |
| 54                                                   | Chris Hamilton (AUS)  | 42è          |
| 55                                                   | Max Kanter (GER)      | 128è         |
| 56                                                   | Nicolas Roche (IRL)   | NP-2         |
| 57                                                   | Thymen Arensman (NED) | 101è         |
| Director esportiu: Luke Roberts, Wilbert Broekhuizen |                       |              |

| Bora-Hansgrohe BOH                                | Bora-Hansgrohe BOH     | Bora-Hansgrohe BOH |
| ------------------------------------------------- | ---------------------- | ------------------ |
| Núm                                               | Ciclista               | Pos                |
| 61                                                | Peter Sagan (SVK)      | 126è               |
| 62                                                | Wilco Kelderman (NED)  | 5è                 |
| 63                                                | Lennard Kämna (GER)    | 31è                |
| 64                                                | Jordi Meeus (BEL)      | NP-7               |
| 65                                                | Ide Schelling (NED)    | 93è                |
| 66                                                | Ben Zwiehoff (GER)     | 35è                |
| 67                                                | Frederik Wandahl (DEN) | 131è               |
| Director esportiu: André Schulze, Christian Pömer |                        |                    |

| Astana-Premier Tech APT                               | Astana-Premier Tech APT            | Astana-Premier Tech APT |
| ----------------------------------------------------- | ---------------------------------- | ----------------------- |
| Núm                                                   | Ciclista                           | Pos                     |
| 71                                                    | Óscar Rodríguez Garaicoechea (ESP) | 24è                     |
| 72                                                    | Luis León Sánchez Gil (ESP) (ruta) | 27è                     |
| 73                                                    | Vadim Pronskiy (KAZ)               | 114è                    |
| 74                                                    | Jonas Gregaard Wilsly (DEN)        | 65è                     |
| 75                                                    | Harold Tejada (COL)                | 51è                     |
| 76                                                    | Stefan de Bod (RSA)                | 54è                     |
| 77                                                    | Merhawi Kudus (ERI)                | 62è                     |
| Director esportiu: Bruno Cenghialta, Serguei Iàkovlev |                                    |                         |

| Trek-Segafredo TFS                                      | Trek-Segafredo TFS       | Trek-Segafredo TFS |
| ------------------------------------------------------- | ------------------------ | ------------------ |
| Núm                                                     | Ciclista                 | Pos                |
| 81                                                      | Gianluca Brambilla (ITA) | 56è                |
| 82                                                      | Kenny Elissonde (FRA)    | DNF-4              |
| 83                                                      | Juan Pedro López (ESP)   | 58è                |
| 84                                                      | Giulio Ciccone (ITA)     | DNF-6              |
| 85                                                      | Michel Ries (LUX)        | 63è                |
| 86                                                      | Alexander Kamp (DEN)     | 95è                |
| 87                                                      | Mattias Skjelmose (DEN)  | 83è                |
| Director esportiu: Grégory Rast, Markel Irizar Aranburu |                          |                    |

| Groupama-FDJ GFC                                     | Groupama-FDJ GFC            | Groupama-FDJ GFC |
| ---------------------------------------------------- | --------------------------- | ---------------- |
| Núm                                                  | Ciclista                    | Pos              |
| 91                                                   | Attila Valter (HUN)         | 38è              |
| 92                                                   | Matteo Badilatti (SUI)      | 32è              |
| 93                                                   | Sébastien Reichenbach (SUI) | 26è              |
| 94                                                   | Antoine Duchesne (CAN)      | 119è             |
| 95                                                   | Mathieu Ladagnous (FRA)     | 109è             |
| 96                                                   | Simon Guglielmi (FRA)       | 125è             |
| 97                                                   | William Bonnet (FRA)        | DNF-7            |
| Director esportiu: Philippe Mauduit, Jussi Veikkanen |                             |                  |

| EF Education-Nippo EFN                                       | EF Education-Nippo EFN               | EF Education-Nippo EFN |
| ------------------------------------------------------------ | ------------------------------------ | ---------------------- |
| Núm                                                          | Ciclista                             | Pos                    |
| 101                                                          | Ruben Guerreiro (POR)                | 23è                    |
| 102                                                          | Rigoberto Urán (COL)                 | 52è                    |
| 103                                                          | Hugh Carthy (GBR)                    | 8è                     |
| 104                                                          | Jonathan Caicedo Cepeda (ECU) (ruta) | 48è                    |
| 105                                                          | Diego Camargo Pineda (COL)           | 113è                   |
| 106                                                          | Tejay van Garderen (USA)             | 70è                    |
| 107                                                          | Michael Valgren Andersen (DEN)       | 72è                    |
| Director esportiu: Charles Wegelius, Juan Manuel Gárate Cepa |                                      |                        |

| Team BikeExchange BEX                            | Team BikeExchange BEX      | Team BikeExchange BEX |
| ------------------------------------------------ | -------------------------- | --------------------- |
| Núm                                              | Ciclista                   | Pos                   |
| 111                                              | Simon Yates (GBR)          | 9è                    |
| 112                                              | Esteban Chaves Rubio (COL) | 6è                    |
| 113                                              | Tanel Kangert (EST)        | 33è                   |
| 114                                              | Lucas Hamilton (AUS)       | 10è                   |
| 115                                              | Dion Smith (NZL)           | 53è                   |
| 116                                              | Brent Bookwalter (USA)     | 92è                   |
| 117                                              | Callum Scotson (AUS)       | 39è                   |
| Director esportiu: Julian Dean, David McPartland |                            |                       |

| Bahrain Victorious TBV                                       | Bahrain Victorious TBV          | Bahrain Victorious TBV |
| ------------------------------------------------------------ | ------------------------------- | ---------------------- |
| Núm                                                          | Ciclista                        | Pos                    |
| 121                                                          | Wout Poels (NED)                | 79è                    |
| 122                                                          | Hermann Pernsteiner (AUT)       | 45è                    |
| 123                                                          | Santiago Buitrago Sánchez (COL) | 18è                    |
| 124                                                          | Matej Mohorič (SLO)             | 50è                    |
| 126                                                          | Domen Novak (SLO)               | NP-4                   |
| 127                                                          | Stephen Williams (GBR)          | 97è                    |
| Director esportiu: Xavier Florencio Cabré, Franco Pellizotti |                                 |                        |

| AG2R Citroën Team ACT                             | AG2R Citroën Team ACT     | AG2R Citroën Team ACT |
| ------------------------------------------------- | ------------------------- | --------------------- |
| Núm                                               | Ciclista                  | Pos                   |
| 131                                               | Clément Venturini (FRA)   | 85è                   |
| 132                                               | Clément Champoussin (FRA) | 44è                   |
| 133                                               | Bob Jungels (LUX)         | 59è                   |
| 134                                               | Jaakko Hänninen (FIN)     | 80è                   |
| 135                                               | Ben Gastauer (LUX)        | 75è                   |
| 136                                               | Tony Gallopin (FRA)       | DNF-3                 |
| 137                                               | François Bidard (FRA)     | 77è                   |
| Director esportiu: Stéphane Goubert, Cyril Dessel |                           |                       |

| Lotto-Soudal LTS                             | Lotto-Soudal LTS        | Lotto-Soudal LTS |
| -------------------------------------------- | ----------------------- | ---------------- |
| Núm                                          | Ciclista                | Pos              |
| 141                                          | Andreas Kron (DEN)      | DNF-4            |
| 142                                          | Thomas De Gendt (BEL)   | 66è              |
| 143                                          | Harm Vanhoucke (BEL)    | 16è              |
| 144                                          | Maxim Van Gils (BEL)    | 55è              |
| 145                                          | Steff Cras (BEL)        | NP-7             |
| 146                                          | Sylvain Moniquet (BEL)  | NP-7             |
| 147                                          | Tomasz Marczyński (POL) | 111è             |
| Director esportiu: Mario Aerts, Marc Wauters |                         |                  |

| Cofidis COF                                                         | Cofidis COF                   | Cofidis COF |
| ------------------------------------------------------------------- | ----------------------------- | ----------- |
| Núm                                                                 | Ciclista                      | Pos         |
| 151                                                                 | Rubén Fernández Andújar (ESP) | NP-6        |
| 152                                                                 | Nicolas Edet (FRA)            | 20è         |
| 153                                                                 | Rémy Rochas (FRA)             | 96è         |
| 154                                                                 | José Herrada López (ESP)      | NP-6        |
| 155                                                                 | Thomas Champion (FRA)         | 102è        |
| 156                                                                 | Fernando Barceló Aragón (ESP) | 99è         |
| 157                                                                 | Natnael Berhane (ERI) (ruta)  | 104è        |
| Director esportiu: Bingen Fernández Bustintza, Christian Guiberteau |                               |             |

| Intermarché-Wanty-Gobert Matériaux IWG             | Intermarché-Wanty-Gobert Matériaux IWG | Intermarché-Wanty-Gobert Matériaux IWG |
| -------------------------------------------------- | -------------------------------------- | -------------------------------------- |
| Núm                                                | Ciclista                               | Pos                                    |
| 161                                                | Louis Meintjes (RSA)                   | DNF-7                                  |
| 162                                                | Jan Bakelants (BEL)                    | NP-2                                   |
| 163                                                | Jan Hirt (CZE)                         | 82è                                    |
| 164                                                | Rein Taaramäe (EST)                    | 84è                                    |
| 165                                                | Simone Petilli (ITA)                   | 28è                                    |
| 166                                                | Alexander Evans (AUS)                  | DNF-4                                  |
| 167                                                | Jeremy Bellicaud (FRA)                 | DNF-7                                  |
| Director esportiu: Valerio Piva, Frédéric Amorison |                                        |                                        |

| Qhubeka Assos TQA                                  | Qhubeka Assos TQA                 | Qhubeka Assos TQA |
| -------------------------------------------------- | --------------------------------- | ----------------- |
| Núm                                                | Ciclista                          | Pos               |
| 171                                                | Robert Power (AUS)                | DNF-7             |
| 172                                                | Kilian Frankiny (SUI)             | 73è               |
| 173                                                | Sander Armée (BEL)                | 116è              |
| 174                                                | Reinardt Janse van Rensburg (RSA) | 112è              |
| 175                                                | Connor Brown (NZL)                | 121è              |
| 176                                                | Karel Vacek (CZE)                 | DNF-4             |
| 177                                                | Sean Bennett (USA)                | 90è               |
| Director esportiu: Aart Vierhouten, Àlex Sans Vega |                                   |                   |

| Israel Start-Up Nation ISN                        | Israel Start-Up Nation ISN  | Israel Start-Up Nation ISN |
| ------------------------------------------------- | --------------------------- | -------------------------- |
| Núm                                               | Ciclista                    | Pos                        |
| 181                                               | Christopher Froome (GBR)    | 81è                        |
| 182                                               | Daniel Martin (IRL)         | 25è                        |
| 183                                               | Michael Woods (CAN)         | 11è                        |
| 184                                               | Daryl Impey (RSA)           | 69è                        |
| 185                                               | Alexander Cataford (CAN)    | DNF-7                      |
| 186                                               | Omer Goldstein (ISR) (ruta) | 108è                       |
| 187                                               | Reto Hollenstein (SUI)      | 98è                        |
| Director esportiu: Rik Verbrugghe, Óscar Guerrero |                             |                            |

| Arkéa-Samsic ARK                               | Arkéa-Samsic ARK           | Arkéa-Samsic ARK |
| ---------------------------------------------- | -------------------------- | ---------------- |
| Núm                                            | Ciclista                   | Pos              |
| 201                                            | Nairo Quintana Rojas (COL) | 14è              |
| 202                                            | Anthony Delaplace (FRA)    | 40è              |
| 203                                            | Łukasz Owsian (POL)        | 94è              |
| 204                                            | Matis Louvel (FRA)         | 120è             |
| 205                                            | Laurent Pichon (FRA)       | 86è              |
| 206                                            | Élie Gesbert (FRA)         | 30è              |
| 207                                            | Alan Riou (FRA)            | 130è             |
| Director esportiu: Yvon Ledanois, Roger Tréhin |                            |                  |

| Gazprom-RusVelo GAZ                                 | Gazprom-RusVelo GAZ      | Gazprom-RusVelo GAZ |
| --------------------------------------------------- | ------------------------ | ------------------- |
| Núm                                                 | Ciclista                 | Pos                 |
| 211                                                 | Ilnur Zakarin (RUS)      | NP-4                |
| 212                                                 | Serguei Txernetski (RUS) | 106è                |
| 213                                                 | Pàvel Koixetkov (RUS)    | 107è                |
| 214                                                 | Roman Kreuziger (CZE)    | 78è                 |
| 215                                                 | Artiom Nitx (RUS)        | 105è                |
| 216                                                 | Dmitri Strakhov (RUS)    | 71è                 |
| 217                                                 | Denís Nekràssov (RUS)    | DNF-5               |
| Director esportiu: Dmitri Konyschew, Aleksei Màrkov |                          |                     |

| Rally Cycling RLY                                          | Rally Cycling RLY       | Rally Cycling RLY |
| ---------------------------------------------------------- | ----------------------- | ----------------- |
| Núm                                                        | Ciclista                | Pos               |
| 221                                                        | Joey Rosskopf (USA)     | 115è              |
| 222                                                        | Gavin Mannion (USA)     | 118è              |
| 223                                                        | Colin Joyce (USA)       | 124è              |
| 224                                                        | Benjamin King (USA)     | 123è              |
| 225                                                        | Nickolas Zukowsky (CAN) | DNF-7             |
| 226                                                        | Nathan Brown (USA)      | DNF-6             |
| 227                                                        | Rob Britton (CAN)       | 103è              |
| Director esportiu: Jonathan Patrick McCarty, Eric Wohlberg |                         |                   |

| Equipo Kern Pharma EKP                                              | Equipo Kern Pharma EKP               | Equipo Kern Pharma EKP |
| ------------------------------------------------------------------- | ------------------------------------ | ---------------------- |
| Núm                                                                 | Ciclista                             | Pos                    |
| 231                                                                 | Martí Márquez (ESP)                  | NP-5                   |
| 232                                                                 | Jaime Castrillo (ESP)                | NP-5                   |
| 233                                                                 | Francisco Galván Fernández (ESP)     | NP-5                   |
| 234                                                                 | Urko Berrade (ESP)                   | NP-5                   |
| 235                                                                 | Sava Novikov (RUS)                   | NP-5                   |
| 236                                                                 | Daniel Alejandro Méndez Noreña (COL) | NP-5                   |
| 237                                                                 | Roger Adrià Oliveras (ESP)           | NP-5                   |
| Director esportiu: Juan José Oroz Ugalde, Haritzer Medina Fernandez |                                      |                        |

| Euskaltel-Euskadi EUS                                | Euskaltel-Euskadi EUS            | Euskaltel-Euskadi EUS |
| ---------------------------------------------------- | -------------------------------- | --------------------- |
| Núm                                                  | Ciclista                         | Pos                   |
| 241                                                  | Luis Ángel Maté Mardones (ESP)   | 36è                   |
| 242                                                  | Antonio Jesús Soto (ESP)         | 122è                  |
| 243                                                  | Mikel Bizkarra Etxegibel (ESP)   | 17è                   |
| 244                                                  | Juan José Lobato del Valle (ESP) | 129è                  |
| 245                                                  | Joan Bou (ESP)                   | DNF-7                 |
| 246                                                  | Mikel Iturria Segurola (ESP)     | 110è                  |
| 247                                                  | Gotzon Martín (ESP)              | 61è                   |
| Director esportiu: Jorge Azanza Soto, Jesus Ezkurdia |                                  |                       |